# Cololejeunea amphibola
Cololejeunea amphibola là một loài Rêu trong họ Lejeuneaceae. Loài này được B. Thiers mô tả khoa học đầu tiên năm 1988.